# 498 км
498 км (рос. 498 км) — селище у складі Рубцовського району Алтайського краю, Росія. Входить до складу Безрукавської сільської ради.

## Населення
Населення — 4 особи (2010; 13 у 2002).
Національний склад (станом на 2002 рік):
- росіяни — 100 %